# Charles Brackett
Charles William Brackett (Saratoga Springs, 26 november 1892 – Beverly Hills, 9 maart 1969) was een Amerikaans scenarioschrijver.

## Levensloop
Charles Brackett begon zijn schrijverscarrière als toneelrecensent. Vanaf 1925 loste hij Herman Mankiewicz af als recensent bij het tijdschrift The New Yorker, die zich net zoals hij in 1929 in Hollywood vestigde als scenarioschrijver. Brackett is vooral bekend vanwege zijn samenwerking met de regisseur Billy Wilder. Ze maakten vanaf de jaren 30 samen dertien films. Brackett werd in totaal acht keer genomineerd voor een Oscar. Hij won de trofee ook daadwerkelijk voor The Lost Weekend (1946), Sunset Boulevard (1951) en Titanic (1954). In 1958 ontving hij bovendien een ere-Oscar.

## Filmografie (selectie)
- 1925: Tomorrow's Love
- 1926: Risky Business
- 1929: Pointed Heels
- 1931: Secrets of a Secretary
- 1935: College Scandal
- 1935: Without Regret
- 1935: The Last Outpost
- 1936: Rose of the Rancho
- 1936: Woman Trap
- 1936: Piccadilly Jim
- 1937: Live, Love and Learn
- 1938: Bluebeard's Eighth Wife
- 1939: What a Life
- 1939: Ninotchka
- 1940: Arise, My Love
- 1941: Hold Back the Dawn
- 1941: Ball of Fire
- 1942: The Major and the Minor
- 1943: Five Graves to Cairo
- 1944: The Uninvited
- 1945: The Lost Weekend
- 1946: To Each His Own
- 1948: A Foreign Affair
- 1948: The Emperor Waltz
- 1948: Miss Tatlock's Millions
- 1950: Sunset Boulevard
- 1950: Edge of Doom
- 1951: The Mating Season
- 1951: The Model and the Marriage Broker
- 1953: Niagara
- 1953: Titanic
- 1954: Woman's World
- 1954: Garden of Evil
- 1955: The Virgin Queen
- 1955: The Girl in the Red Velvet Swing
- 1956: Teenage Rebel
- 1956: The King and I
- 1956: D-Day the Sixth of June
- 1957: The Wayward Bus
- 1958: The Gift of Love
- 1958: Ten North Frederick
- 1959: The Remarkable Mr. Pennypacker
- 1959: Blue Denim
- 1959: Journey to the Center of the Earth
- 1960: High Time
- 1962: State Fair

## Oscars
| Jaar | Categorie                | Film               | Uitslag     |
| ---- | ------------------------ | ------------------ | ----------- |
| 1939 | Beste bewerkte scenario  | Ninotchka          | Genomineerd |
| 1941 | Beste bewerkte scenario  | Hold Back the Dawn | Genomineerd |
| 1945 | Beste film               | The Lost Weekend   | Gewonnen    |
| 1945 | Beste bewerkte scenario  | The Lost Weekend   | Gewonnen    |
| 1946 | Beste verhaal            | To Each His Own    | Genomineerd |
| 1948 | Beste bewerkte scenario  | A Foreign Affair   | Genomineerd |
| 1950 | Beste film               | Sunset Boulevard   | Genomineerd |
| 1950 | Beste originele scenario | Sunset Boulevard   | Gewonnen    |
| 1953 | Beste originele scenario | Titanic            | Genomineerd |
| 1956 | Beste film               | The King and I     | Genomineerd |
| 1957 | ere-Oscar                | —                  | Gewonnen    |